# Dysstroma perfuscata
Dysstroma perfuscata är en fjärilsart som beskrevs av Heydemann 1929. Dysstroma perfuscata ingår i släktet Dysstroma och familjen mätare. Inga underarter finns listade i Catalogue of Life.